# Liste der denkmalgeschützten Objekte in Fels am Wagram
Die Liste der denkmalgeschützten Objekte in Fels am Wagram enthält die 17 denkmalgeschützten, unbeweglichen Objekte der niederösterreichischen Marktgemeinde Fels am Wagram.

## Denkmäler
| Foto |                 | Denkmal                                                                                  | Standort                                                 | Beschreibung | Metadaten |
| ---- | --------------- | ---------------------------------------------------------------------------------------- | -------------------------------------------------------- | --- | --- |
| ja   | Datei hochladen | Bildstock HERIS-ID: 27317 Objekt-ID: 23834 marterl.at: 5885                              | Flugplatzstraße 2, gegenüber Standort KG: Fels am Wagram | Der aus Sandstein gefertigte Tabernakelbildstock an der Flugplatzstraße zeigt am Schaft eine Wappenkartusche sowie verschiedene Handwerkszeuge und ist mit der fragmentierten Jahreszahl „160.“ bezeichnet. In dem nach zwei Seiten geöffneten und an der offenen Ecke von einer Säule gestützten Tabernakel steht eine Heiligenfigur. Die Errichtung dieses Denkmals wird mit einer von Kaiser Rudolf II. erlassenen Verordnung in Verbindung gebracht, in der dieser am 29. März 1598 die Errichtung von Bildstöcken im Gedenken an die Wiedereroberung der Raaber Festung angeordnet hatte. | BDA-Hist.: Q37910255 Status: Bescheid Stand der BDA-Liste: 2025-06-30 Name: Bildstock GstNr.: 3472/2                                                     |
| ja   | Datei hochladen | Mariensäule HERIS-ID: 27311 Objekt-ID: 23828 marterl.at: 5881                            | bei Obere Marktstraße 29 Standort KG: Fels am Wagram     | Die Maria-Immaculata-Säule an der Oberen Marktstraße steht auf einem neuen Sockel. Sie stammt aus der ersten Hälfte des 18. Jahrhunderts. | BDA-Hist.: Q37910163 Status: § 2a Stand der BDA-Liste: 2025-06-30 Name: Mariensäule GstNr.: .142                                                         |
| ja   | Datei hochladen | Bildstock HERIS-ID: 27312 Objekt-ID: 23829 marterl.at: 5884                              | bei Obere Marktstraße 51 Standort KG: Fels am Wagram     | Ein aus der 2. Hälfte des 17. Jahrhunderts stammender und mit 1831 bezeichneter Pfeiler mit Quaderaufsatz an der oberen Marktstraße zeigt Reliefs der Kreuzigung und der Leidenswerkzeuge Jesu. | BDA-Hist.: Q37910184 Status: § 2a Stand der BDA-Liste: 2025-06-30 Name: Bildstock GstNr.: 3494/1                                                         |
| ja   | Datei hochladen | Schloss, Heimatmuseum HERIS-ID: 27321 Objekt-ID: 23838                                   | Schulplatz 1 Standort KG: Fels am Wagram                 | Das Schloss am Schulplatz ist eine zweiflügelige, zweigeschoßige Anlage aus der ersten Hälfte des 17. Jahrhunderts mit Satteldach und einem runden Eckturm im Südwesten. Es wurde vermutlich an der Stelle einer im Jahr 1160 urkundlich erwähnten Burg errichtet. Die Fassade zeigt im Süden und Westen eine schlichte Faschengliederung. Hofseitig erhebt sich im Süden ein kleiner Erker auf Konsolen. Der Bau hat Rechteckfenster mit Steingewänden sowie Flachbogenportale. Im Westen ist er durch zwei Rundbogenportale zugänglich. In der südwestlichen Ecke steht ein zweigeschoßiger, vierachsiger Zubau mit Pultdach und mit Rundbogenfenstern an der schmalen Seite. Der dreigeschoßige Eckturm wird von einem Kegeldach bekrönt. Er ist im Erdgeschoß durch Rechteckfenster geöffnet, darüber liegen rundbogige und querovale Fenster. Die Innenräume verfügen im Erdgeschoß im Südtrakt teilweise über Kreuzgratgewölbe. Im Westtrakt befinden sich durch Gurtbögen unterteilte Stichkappengewölbe. | BDA-Hist.: Q37910276 Status: § 2a Stand der BDA-Liste: 2025-06-30 Name: Schloss, Heimatmuseum GstNr.: 906 Schloss Fels am Wagram                         |
| ja   | Datei hochladen | Kath. Pfarrkirche hl. Margaretha HERIS-ID: 49679 Objekt-ID: 53669                        | Wienerstraße Standort KG: Fels am Wagram                 | Die auf einer Anhöhe im Osten von Fels am Wagram gelegene Pfarrkirche hl. Margaretha wurde 1963 unter Beibehaltung gotischer Teile von Johann Petermair neu errichtet. Der gotische Vorgängerbau wurde 1697 in frühbarockem Stil umgebaut und musste 1962 wegen Baufälligkeit bis auf den Chor und den Turm abgerissen werden. Der Neubau ist im Süden und im Westen im Wesentlichen eine Rekonstruktion der barocken Kirche. An der Nordseite wurde zusätzlich eine großzügige Erweiterung geschaffen, die nun mit der nördlichen Kapelle unter einem gemeinsamen Satteldach liegt. | BDA-Hist.: Q24476237 Status: Bescheid Stand der BDA-Liste: 2025-06-30 Name: Kath. Pfarrkirche hl. Margaretha GstNr.: .18                                 |
| ja   | Datei hochladen | Bildstock, Reibelkreuz HERIS-ID: 27313 Objekt-ID: 23830 marterl.at: 5889                 | Standort KG: Fels am Wagram                              | Das sogenannte Reibelkreuz im Norden des Ortes ist ein Pfeilerbildstock mit Steinkreuz und Reliefs, der mit 1636 bezeichnet ist. | BDA-Hist.: Q37910220 Status: § 2a Stand der BDA-Liste: 2025-06-30 Name: Bildstock, Reibelkreuz GstNr.: 3729/1                                            |
| ja   | Datei hochladen | Bildstock HERIS-ID: 27300 Objekt-ID: 23817 marterl.at: 5896                              | Standort KG: Fels am Wagram                              | Das sogenannte Drei-Nussbäume-Marterl aus dem 17. Jahrhundert ist ein Steinpfeiler mit quadratischer Sockelplatte und quadratischem Schaft mit abgefasten Kanten. Auf der Kragenplatte befindet sich ein nach zwei Seiten geöffnetes quadratisches Tabernakel, das durch eine Dachplatte und einen neueren, leicht geschwungenen Pyramidenhelm und ein ebenfalls aus jüngerer Zeit stammendes Eisenkreuz bekrönt ist. | BDA-Hist.: Q37909996 Status: § 2a Stand der BDA-Liste: 2025-06-30 Name: Bildstock GstNr.: 3695                                                           |
| ja   | Datei hochladen | Madonnenstatue HERIS-ID: 27306 Objekt-ID: 23823 marterl.at: 8982                         | Obere Zeile 10 Standort KG: Gösing                       | Mit 1714 bezeichnete Nischenfigur Maria Immaculata. | BDA-Hist.: Q37910088 Status: Bescheid Stand der BDA-Liste: 2025-06-30 Name: Madonnenstatue GstNr.: .8                                                    |
| ja   | Datei hochladen | Bildstock HERIS-ID: 27301 Objekt-ID: 23818 marterl.at: 8981                              | Standort KG: Gösing                                      | Das sogenannte Weelfel-Kreuz im Süden von Gösing, ein Pfeilerbildstock mit Inschrift laut Erlass Ferdinands III, wurde in der zweiten Hälfte des 17. Jahrhunderts zum Dank für das Ende des Dreißigjährigen Krieges errichtet. Sein quadratischer Schaft verfügt über eingetiefte Felder mit je vier unterschiedlichen Blumen- und Kreuzmotiven. Über dem Schaft befindet sich ein Tabernakel mit flach eingetieften Rundbogennischen und Inschrift. Die inschriftliche Bezeichnung „1696“ wird auf einen Restaurierungsfehler zurückgeführt; tatsächlich dürfte das Denkmal 1656 errichtet worden sein. | BDA-Hist.: Q37910017 Status: § 2a Stand der BDA-Liste: 2025-06-30 Name: Bildstock GstNr.: 2679                                                           |
| ja   | Datei hochladen | Kath. Pfarrkirche hl. Johannes der Täufer HERIS-ID: 27302 Objekt-ID: 23819               | bei Kirchengasse 12 Standort KG: Gösing                  | Das Presbyterium wurde Mitte des 15. Jahrhunderts errichtet, das Langhaus und der Turm 1671/72. 1843 erfolgten größere Instandsetzungsarbeiten, unter anderem wurde das alte Vorhaus abgetragen und ein neues mit einer Länge von ca. 7 m Länge angebaut. | BDA-Hist.: Q24716906 Status: § 2a Stand der BDA-Liste: 2025-06-30 Name: Kath. Pfarrkirche hl. Johannes der Täufer GstNr.: .89                            |
| ja   | Datei hochladen | Figur, hl. Johannes Nepomuk HERIS-ID: 27303 Objekt-ID: 23820 marterl.at: 8973            | Kirchengasse 12, vor Standort KG: Gösing                 | Bei der Kirche steht unter einem Baldachin und von einer Balustrade mit frühklassizistischem Dekor umgeben eine Sandsteinfigur des hl. Johannes Nepomuk aus der Zeit um 1790. | BDA-Hist.: Q37910055 Status: § 2a Stand der BDA-Liste: 2025-06-30 Name: Figur, hl. Johannes Nepomuk GstNr.: .88/1                                        |
| ja   | Datei hochladen | Flur-/Wegkapelle HERIS-ID: 27307 Objekt-ID: 23824                                        | Hauptstraße 58, nordöstlich Standort KG: Gösing          | Die sogenannte Paradeiserkapelle – eine Mischform aus Kapellenbildstock und Kleinkapelle – ist ein nach Osten ausgerichteter, fensterloser, verputzter Ziegelbau aus der ersten Hälfte des 18. Jahrhunderts. Er verfügt über einen geschwungenen Barockgiebel über profiliertem Gesims, der von einem Schmiedeeisenkreuz bekrönt wird. Der Bau ist durch eine vergitterte Segmentbogenöffnung mit oben verglaster Holztüre geöffnet. Im kreuzgewölbten Innenraum erstreckt sich über die gesamte Breite ein gemauerter Altartisch. Unten ist eine offene Nische zu sehen. Das Inventar besteht aus verschiedenen volkstümlichen Heiligenbildern. Ursprünglich beherbergte die Kapelle einen barocken geschnitzten Leichnam Christi, der gestohlen wurde. | BDA-Hist.: Q37910106 Status: § 2a Stand der BDA-Liste: 2025-06-30 Name: Flur-/Wegkapelle GstNr.: 3454/1                                                  |
| ja   | Datei hochladen | Figurenbildstock Dreifaltigkeitsgruppe HERIS-ID: 27308 Objekt-ID: 23825 marterl.at: 8979 | Standort KG: Gösing                                      | An der Straße nach Stettendorf steht unter einem geschwungenen Blechbaldachin eine Dreifaltigkeitsgruppe aus dem ersten Viertel des 18. Jahrhunderts. Die barocke Figurengruppe verfügt über ein Bildnis des Jesusknaben zwischen den hll. Josef und Maria, überragt vom Gottvater und dem Heiligen Geist. Die Figuren ruhen auf einem breiten Volutensockel mit einem Relief der Armen Seelen. | BDA-Hist.: Q37910124 Status: § 2a Stand der BDA-Liste: 2025-06-30 Name: Figurenbildstock Dreifaltigkeitsgruppe GstNr.: 3232/5                            |
| ja   | Datei hochladen | Schwedenkreuz HERIS-ID: 27304 Objekt-ID: 23821 marterl.at: 8977                          | Hauptstraße 58, nordöstlich Standort KG: Gösing          | Das Schwedenkreuz mit Inschrift laut Erlass Ferdinands III im Norden des Ortes wurde im 17. Jahrhundert errichtet. | BDA-Hist.: Q37910069 Status: Bescheid Stand der BDA-Liste: 2025-06-30 Name: Schwedenkreuz GstNr.: 3675 Schwedenkreuz bei Gösing, Gemeinde Fels am Wagram |
| ja   | Datei hochladen | Mariensäule HERIS-ID: 27310 Objekt-ID: 23827 marterl.at: 5905                            | vor Parkstraße 9 Standort KG: Thürnthal                  | Südwestlich von Schloss Thürnthal erhebt sich eine hohe Säule mit Volutenkapitell und wappengeschmücktem Postament, die von einer Figurengruppe „Marienkrönung mit hl. Dreifaltigkeit“ bekrönt wird. Das Denkmal wurde in der ersten Hälfte des 18. Jahrhunderts erbaut. | BDA-Hist.: Q37910141 Status: § 2a Stand der BDA-Liste: 2025-06-30 Name: Mariensäule GstNr.: 779 Mariensäule Thürntal, Fels am Wagram                     |
| ja   | Datei hochladen | Wirtschaftsgebäude, Wohnhaus HERIS-ID: 27325 Objekt-ID: 23842                            | Schloßstraße 5 Standort KG: Thürnthal                    | An der Ostseite des Schlossparks befinden sich zwei barocke Wirtschaftsgebäude: das südliche mit Satteldach, von Vasen bekrönt und mit barocken Fensterumrahmungen ausgestattet; das nördliche wurde durch einen Zubau in der zweiten Hälfte des 20. Jahrhunderts erweitert. Ein barockes Dachhäuschen ist mit Voluten versehen. | BDA-Hist.: Q37910322 Status: Bescheid Stand der BDA-Liste: 2025-06-30 Name: Wirtschaftsgebäude, Wohnhaus GstNr.: .108                                    |
| ja   | Datei hochladen | Schloss Thürnthal HERIS-ID: 27323 Objekt-ID: 23840                                       | Schloß Thürnthal 1 Standort KG: Thürnthal                | Schloss Thürnthal ist ein barock-klassizistischer Bau aus der ersten Hälfte des 18. Jahrhunderts. Seine Architektur ist eine Mischung aus hochbarocken Formen und klassisch-antiken Stilelementen, die den Klassizismus vorwegnehmen. | BDA-Hist.: Q2243719 Status: Bescheid Stand der BDA-Liste: 2025-06-30 Name: Schloss Thürnthal GstNr.: .28 Schloss Thürnthal                               |